# Autobusonderneming Texel
De Autobusonderneming Texel (AOT) is een voormalig autobusbedrijf op Texel. Het bedrijf werd in 1971 opgericht als afsplitsing van de TESO, die sinds 1942 vervoersdiensten aanbood op het eiland. Op 15 april 1989 werd het bedrijf overgenomen door de NZH, waarbij de naam AOT nog enige tijd werd gehandhaafd.

## Museumbussen
| Nummer | Serie | Bouwjaar  | Bewaard door                  | Opmerking                                                                        | Afbeelding |
| ------ | ----- | --------- | ----------------------------- | -------------------------------------------------------------------------------- | ---------- |
| 5      |       | 1966-1967 | NZH-Vervoermuseum             |                                                                                  |            |
| 721    |       | 1972      | Particulier, Schagen          |                                                                                  |            |
| 722    |       | 1972      | Stichting Veteraan Autobussen | In 2013 gesloopt wegens de slechte staat van het chassis en doublure met bus 721 |            |